# Dziubiele Małe
Dziubiele Małe (deutsch Klein Dziubiellen, 1904–1945 Klein Zollerndorf) ist ein kleiner Ort in der polnischen Woiwodschaft Ermland-Masuren, der zur Gmina Orzysz (Stadt- und Landgemeinde Arys) im Powiat Piski (Kreis Johannisburg) gehört.
Dziubiele Małe liegt im Mazurski Park Krajobrazowy (Landschaftspark Masuren) in der östlichen Woiwodschaft Ermland-Masuren, 22 Kilometer nordwestlich der Kreisstadt Pisz (deutsch Johannisburg).

## Geschichte
Der heutige Weiler (polnisch Osada) bestand ursprünglich lediglich aus einem sehr großen Hof. Er war bis 1945 ein Ortsteil der Landgemeinde Dziubiellen, die – 1904 in Zollerndorf umbenannt – zum Kreis Johannisburg im Regierungsbezirk Gumbinnen (ab 1905 Regierungsbezirk Allenstein) in der preußischen Provinz Ostpreußen gehörte. Am 12. Oktober 1904 wurde Klein Dziubiellen in Klein Zollerndorf umbenannt.
Im Jahr 1945 kam der Ort in Kriegsfolge mit dem gesamten südlichen Ostpreußen zu Polen und erhielt die polnische Namensform Dziubiele Małe. Heute ist er eine Ortschaft innerhalb der Stadt- und Landgemeinde Orzysz im Powiat Piski, bis 1998 der Woiwodschaft Suwałki, seither der Woiwodschaft Ermland-Masuren zugehörig.

## Religionen
Bis 1945 war Klein Dziubiellen in die evangelische Kirche Eckersberg in der Kirchenprovinz Ostpreußen der Evangelischen Kirche der Altpreußischen Union sowie in die römisch-katholische Kirche in Johannisburg (polnisch Pisz) im Bistum Ermland eingepfarrt.
Heute gehört Dziubiele Małe zur katholischen Pfarrei Okartowo im Bistum Ełk der Römisch-katholischen Kirche in Polen. Die evangelischen Einwohner halten sich zur Kirche in der Kreisstadt Pisz in der Diözese Masuren der Evangelisch-Augsburgischen Kirche in Polen.

## Verkehr
Dziubiele Małe liegt abseits vom Verkehrsgeschehen und ist auf einem Landweg vom Nachbarort Dziubiele (Dziubiellen, 1904–1945 Zollerndorf) zu erreichen. Eine Bahnanbindung besteht nicht.